# 马歇尔使华
马歇尔使华是美国五星上将、前美国陆军参谋长乔治·卡特里克·马歇尔在1945年底到1947年初，奉美国总统杜鲁门之命出使中国，调解国共军事冲突的历史事件，对中国近代史有巨大的影响。
1945年第二次世界大战结束后，战胜国中华民国面临一次实现国内和平、施行宪政的历史机遇，同时也笼罩着国共内战的阴影。马歇尔来华就是为了调解国共军事冲突，避免中国爆发全面内战。但这次调解最终失败，马歇尔离开中国，雖調停完全失敗，但返美後受總統杜魯門支持榮升国务卿。

## 背景

### 美国与中国政府的衝突
抗日战争中，美国除了对中国政府提供军事物资支援外，还派遣约瑟夫·史迪威任同盟國「中國、緬甸、印度戰區」總參謀長。史迪威當時的主要任務為保卫滇緬公路，確保同盟国對中國的物資供應。中國應美国等的要求於1942年初派出遠征軍進入緬甸，由史迪威指揮。由於英軍迅速潰退，中國遠征軍陷入包圍。最終入緬之中國遠征軍一部份跟隨史迪威命令撤入印度，另外大部份經原始森林，承受重大損失後返回中國。有资料显示，“美国战时对华援助大部分都耗于缅甸边境的战役，在中国国内情势恶化到几濒于绝境时……中缅印战场的物资，百分之九十却都贡献在这上面。”美国在这个时期输送给中国的物资支援，遠少于对英国及苏联的物资支援量。史迪威指挥10多万中国精锐部队深入缅甸，拿着美国支援中国的大部分物资参与对日缅甸战线，却取得极为狼狈的战绩，这让蔣中正大为不满。蔣中正自1943年起曾兩次要求美國撤換史迪威，但因為马歇尔在美國的反對而未能成事。虽后来史迪威收复緬北，史迪威与蒋关系也开始交恶。
1944年年春季以後，日軍在華發動「一號作戰」打通大陸橋，國軍在西南、河北等地大潰敗。罗斯福见此情况派出副總統華萊士到中國親自了解情況。華萊士到華後對國民政府的統治能力給予很低的評價，但同意史迪威成為兩國交往的障礙。8月中，羅斯福再三提出蔣中正將中國大陸之軍隊交予史迪威指揮，并為此特意將史迪威晉升為上將。羅斯福一度以接近命令的口吻向蔣提出要求，史迪威得悉後，親自將該份電報交予蔣中正。蔣中正回覆羅斯福，倘若要將指揮權交予史迪威，寧願不惜脫離盟國獨自抗日。最終羅斯福權衡下在1944年10月18日下達命令撤換史迪威，其職務由魏德邁接手，并将中缅印战区分割为缅印战区和中国战区，魏德邁只负责中国战区。史迪威的指挥失败，及后来与蔣中正的交恶，及马歇尔对史迪威的支持，影响了中美的外交关系。

### 美国与中共的衝突
随着中共的军队在日军后方的坐大，美国政府意识到与其的有限度合作合乎自身利益。1944年7月，中缅印战区以包瑞德上校为首的美军观察组访问延安。而在战争中中共控制区也曾多次营救迫降的美军飞行员。毛泽东认为：“美国可能在长江下游登陆，我们和他们合作”，“鸦片战争以后，104年以来，没有一次这样好的环境，全世界民主国家都在帮助我们。过去只有苏联帮助我们，现在英美不反对我们，还帮助我们.....”中共似乎看到了与美国政府合作的可能性。1944年11月7日，美国驻中国大使帕特里克·杰伊·赫尔利到延安与中共商讨中共取得政府中的合法地位的问题，达成《中国国民政府、中国国民党与中国共产党协议》（简称五条协定草案》）。草案内容为结束一党专政，改组国民政府为包含所有抗日党派和无党派政治人物的代表的联合国民政府，承认中共和所有抗日党派的合法地位，所有抗日军队应平等地分配同盟国的援助物资等。但赫尔利回到重庆与蔣中正交流后，蒋等人提出三条反建议：“一、国民政府允将中共军队加以改组，承认中共为合法政党。二、中共应将一切军队移交国民政府军委会统辖，国民政府指派中共将领以委员资格参加军委会。三、国民政府之目标为实现三民主义之国家。”此与中共意见相左。当时在重庆的周恩来得知后宣布返回延安，赫尔利提出由三方各派代表监督军队交接，也被周拒绝。另一方面，赫尔利认为美国政府应承认中国国民政府为中国合法政权，任何支持中共的政策都会对美国利益不利，因此在1945年1月23日八路军向美国申请美元贷款时，他致信罗斯福要求不能批准是次申请。
1945年4月左右，赫尔利回国述职，发表支持国民政府的言论，中共发文批驳，双方关系恶化。另一方面，美国驻华使馆的部分工作人员以驻华武官、美军观察组成员谢伟思的名义发信给美国国务院，批评赫尔利的倾向国民政府行为。谢伟思等7人後來以“偷窃文件” 洩漏給美亞雜志的间谍罪被逮捕，但是法院判決無罪。
1945年8月日本投降后，国共为受降权和受降地区发生军事冲突。赫尔利为调解国共争端，向蔣中正提出邀请中共首脑毛泽东赴重庆谈判。8月25日，中共首脑毛泽东，周恩来，王若飞等抵达重庆，与国民政府就两党关系和和平建国事宜进行了初步会谈，并在10月10日签署《政府与中共代表会谈纪要》即俗称双十协定。但国共双方的冲突依然不断，共军在苏联的支持下持续进攻。
广泛的内战威胁似乎愈来愈增强，这一形势可以从政治协商会议的延期得到证明；为了防止国军占领敌占区，中共的主要武器是严重破坏华北的铁路线；在重庆谈判之后的后续谈判里，中共许诺假如国军停止进兵的话，共军则停止进攻铁路交通；然而国民政府拒绝这项建议，因为他们认为进兵受降是国民政府的权利，故冲突不断且持续扩大。因此大使馆认为情况几乎是无望的。
1945年11月26日，赫尔利向杜鲁门递交辞职信。

### 马歇尔的任务
杜鲁门总统眼看中国有可能陷入内战，派遣马歇尔出使中国调停纠纷。在马歇尔赴华就任之前的写的一封信里，他明确告知马歇尔的具体任务
我特别希望你竭力说服中国政府召开包括各主要政党的国民会议，以实现中国之统一；同时实现停止敌对行动，尤其是在华北停止敌对行动。
马歇尔之所以被任命为特使，除了其参谋总长的身份外，有可能与其曾于一战后在驻华的第十五步兵团担任指挥工作三年，对中国事务较其他官员有经验之故。

## 一月停战令

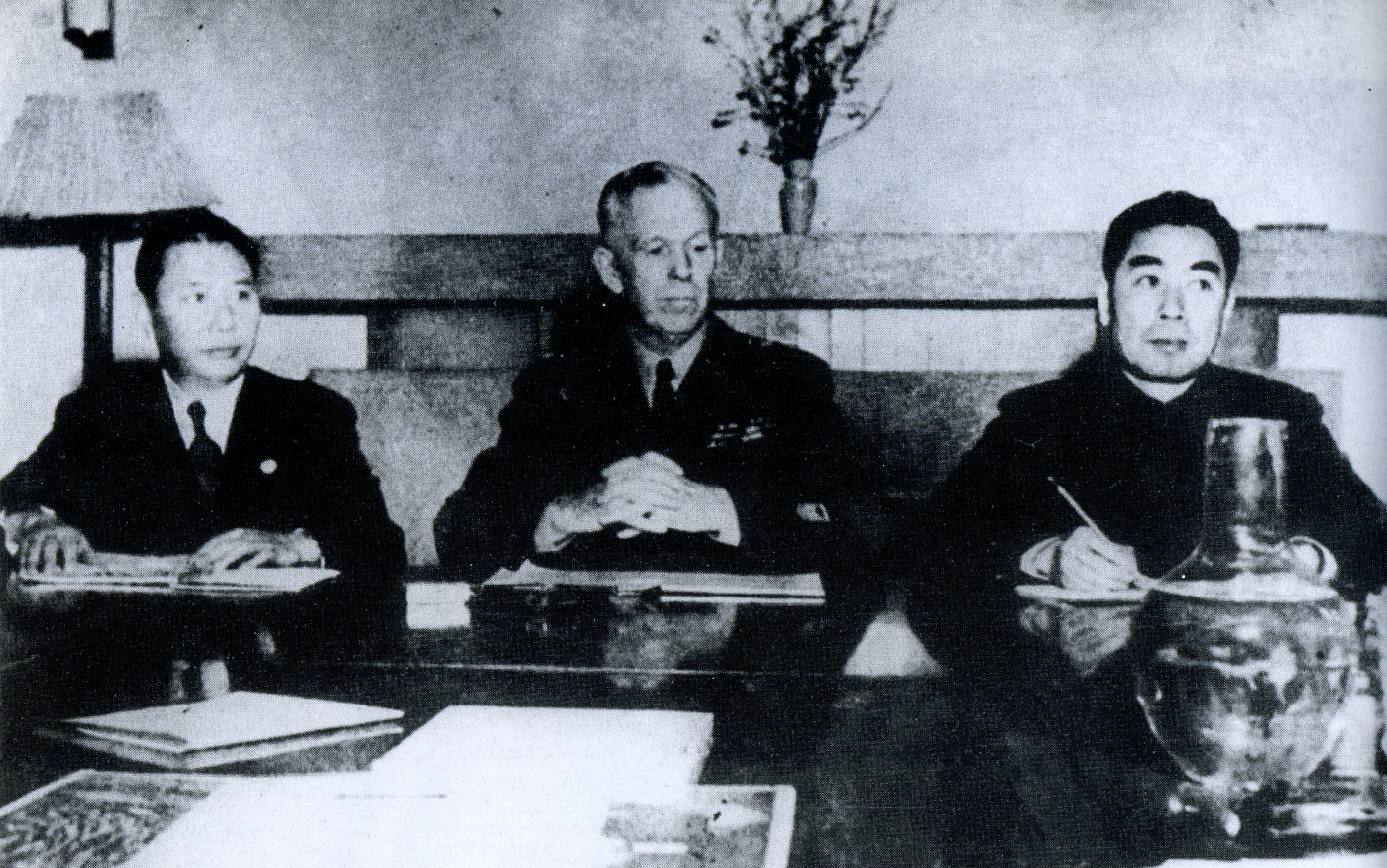
国民政府代表张群，调停使马歇尔，中共代表周恩来

馬歇爾於1945年12月20日到達上海，12月21日在南京與蔣中正見面，12月22日至重慶與周恩來、叶剑英、董必武等見面，后来他又接见了各界代表。马歇尔认为，国共两党双方的矛盾在于历史原因造成的互不信任。
在馬歇爾要求下成立了三人小組：由國民黨張群、共產黨周恩來以及馬歇爾組成。三人小組一方面作为两党在发生军事冲突时的交流渠道，另一方面是双方针对当前急需解决的争议性问题讨论的会议机构。三人小组在这段时期讨论了关于满洲和热河的接收、日军解除武装等问题上两党的分歧，并达成了一定的共识。三人小組於1月10日達成了停戰協議，國民政府和中共雙方下令停戰，規定1月13日午夜12點生效，另外在北平設三方代表监管的軍事調處執行部來執行停戰協定。此次停战是为政治协商会议做准备。
军调部由郑介民、叶剑英、美國駐華使館代辦罗勃逊三人为委员，其中罗勃逊为主席。2月9日，军调部执行处主任，美军白罗德将军与三人小组达成协议，恢复被日军破坏的铁路交通。日后即使是马歇尔也在报告称，军调部在华大部分精力都用在滞华日军及日本侨民的回国活动上。
马歇尔于1月22日向蒋介石提出了一份名为《中华民国临时政府组织法》的建议性文件，内容主要为新政府的组成架构建议。蒋介石即在日记中写道：“此为共党不敢提者，要知客卿对他国政治之隔阂，若本身无定见，不仅误事，且足以召亡国之祸也。”

## 整军方案

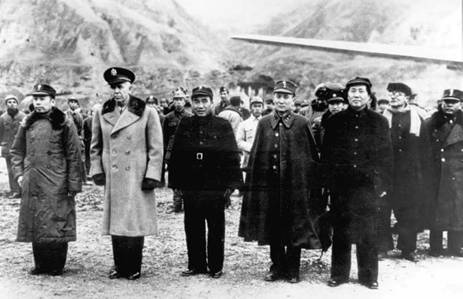
三人小组与毛泽东等人在延安

1946年1月5日，蔣中正就整军问题向马歇尔提出意见，马歇尔本想拒绝，但次日张群再提此可能性。三方讨论后认为应当成立军事三人小组，而「軍隊國家化」也作为政治協商會議的決議之一。1月23日三方均已同意成立该小组，成员有替换张群的國民黨代表張治中、中共周恩來及馬歇爾。军事三人小组的首次会议于2月14日召开。
在讨论军队整编统编协议前，马歇尔曾向蒋介石提出一个方案，其中建议，在整编后60个师的作战部队中，20个师由共产党领导，占1/3；在海、空军中共产党领导的部队至少各占30％。蒋没有同意此方案，但在谈判中作出了一定的让步。
2月25日，军事三人小组签署名为《关于军队整编及统编中共部队为国军之基本方案》的協議，在一年後將國軍編為90師，其中中共佔18師，一年半後減為50師，共軍佔10師。并商定由军调部调派由三方参与的工作小组到各地监督整军的实行。
1946年2月28日，军事三人小组由重庆飞往北平，开始视察华北和华中各地的整军实施情况。他们到过张家口、集宁、济南、新乡、太原、归绥等地。3月4日，三人小组乘飞机到达延安。中共组织了热烈的欢迎仪式，中共又在延安中央礼堂设宴款待。毛泽东在祝酒词中称赞马歇尔为“和平使者”。第二天三人小组返回武汉，毛泽东亲自前往送行。
马歇尔因需述职于3月11日回到美國。而整军计划也在事实上成了一纸空文，无论是国民政府还是共军都没有大范围地执行过。实际上不但是共军，甚至是国军内部因为涉及派系斗争对整军计划都有很大意见。

## 第二次调停与六月停战令
馬歇爾回国述职後國共再度爆發衝突，馬歇爾於4月18日回到中國时，局势已经恶化。蔣中正和马歇尔会谈表示中共无意履行协议，继续进攻长春。他又表示有可能撤出东北，将此地交国际上解决。马歇尔回应至此是因为国民政府拒绝军调小组进入东北的挑衅行为导致。后马歇尔答应国民政府运用美军船只运送第六十军和第九十三军到达东北地区，但拒绝再加运两个军。马歇尔自称是这样做是在援助国民政府恢复主权和援助一次自伤残杀之间画一条界线。另一方面，马歇尔与周恩来的会谈中也清楚交代了美军运输国军的动向，并与其讨论东北地区的管治问题。
另一方面在5月上旬，时任美陆军参谋长的艾森豪威尔因巡视远东各地美军来到南京。他将杜鲁门的信交给马歇尔。信的内容是要求马歇尔在1946年7月左右继贝尔纳斯任国务卿。马歇尔表示接受这一任命，但不能在9月以前离开。他希望国共双方或许能在9月达成协议。
1946年5月下旬，国民政府军占领长春，在四平战役重创林彪部队后，一直追击到松花江畔，逼近哈尔滨。在马歇尔的压力下，蔣中正6月6日下达了六月停战令，同意东北休战15天，白罗德在长春开设军调部前进指挥所。
停戰期間軍事三人小組再度對相關問題協議，實際上雙方則衝突持續，这包括共军向拉法的进攻，以及国军占领法库。周恩来对马歇尔表示，共军暂时不会攻击青岛和济南，此时美国海军陆战队的一支部队驻扎在青岛并训练国军海军。国共双方此时讨论的议题主要有恢复交通、停止在东北地区的冲突、美方代表的决定权、修改2月25日的军队整编方案。
6月21日，国民政府宣布停战令延长至30日中午。这段时间双方也通过马歇尔交换了一些意见，但没有达成有签署的共识。6月30日，蔣中正在与马歇尔的会谈中同意成立由政府代表和中共代表组成的五人小组，这五人包括外交部长王世杰、陈诚、邵力子、周恩来、董必武。五人会议经过三次讨论后，于7月6日休会，没有达成任何共识。
1946年7月份开始，马歇尔也发觉国共的军事冲突正在加剧，且向东北以外的地区蔓延。7月8日，周恩来向马歇尔递交一份备忘录，后附中共中央在中日战争爆发周年纪念日发表的宣言，内容包括有批评美国政府对华政策。而倾向于共党的民盟的两名成员李公樸、闻一多被杀，加剧了国共双方的冲突气氛。7月中旬，美国海军陆战队7名士兵被中共在冀东绑架；7月底，海军陆战队的运输车辆在天津往北平路上遭到中共伏击，美军三人死亡十二人受伤。这段时期因蔣中正在牯岭避暑，马歇尔主要与俞大维、周恩来二人接触。

## 夏季调停和司徒雷登的五人小組计划
1946年7月至9月，蔣中正在牯岭避暑。马歇尔六次到访牯岭，协商调处国共问题。马歇尔夫妇受到蔣中正与夫人热情款待，游览风景名胜。在馬歇爾建議下，7月11日通過以原燕京大學校長司徒雷登為駐華大使來協助調停，並試圖透過其他民主黨派協助調停。司徒雷登抵达南京调停，后于8月1日转往牯岭与交换意见。经过协调，美方建议由司徒雷登为主席，成立一个五人小组展开讨论讨论。
为了向蒋介石施加压力，马歇尔采取了两项措施，一是自8月起对国民党政府暂时实行武器弹药禁运；二是马歇尔和司徒雷登代杜鲁门总统起草了一封信，并由杜鲁门于8月10日发给蒋介石。
直至8月初，蔣中正坚持共党需要接受其五点要求，主要为维持之前的停战令、恢复交通协议、整军方案，以及部分地区的共军往后撤退。中共方面则要求国民政府无条件停战，商讨地方政府管治等问题，否则拒绝参加五人小组，双方各不相让。8月10日，马歇尔和司徒雷登在报纸上发表了一个联合声明，希望舆论界了解到目前的困境并对两党施加压力。另一方面杜鲁门也给蔣中正发了一封私人信件，表达其个人对事态发展的看法。11日，中共对声明作出反应，并有条件地答应蒋的五点要求。马歇尔再次探访蔣中正，蒋认为中共的目的在于夺取政权。
8月14日，蔣中正发表公开声明，将当时的经济混乱归咎于中共，并说明政府计划于11月12日召开国民大会，结束训政建立立宪政府。声明也提到政府将会坚持政协会议的原则，容纳多党参与。声明又指出只有中共保证并证明将实行之前所达成的协议，才会用政治手段解决政治问题。
1946年8月21日左右，中共与司徒雷登接触讨论五人小组会议的可能性。另一方面尽管马歇尔已经向周恩来解释当时正在进行的中美剩余军用物资转售谈判，中共仍在8月26日公開發表針对此谈判的批评文章。马歇尔经过与周恩来、俞大维、蔣中正等的多次交流，8月28日国民政府宣布五人小组的国民政府方名单。
9月3日，马歇尔认为非正式的五人小組名单已经制定，以司徒雷登為主席，國民黨代表吳鐵城、張厲生，中共代表周恩來、董必武。马歇尔向周恩来提出五人小组讨论范围限于国府委员会的组成。周恩来强调谈判前先要停战，并要求五人小组会议将中共在国府委员会中的席位问题加入议题。9月16日，周恩来离开南京到上海，并告知马歇尔一旦三人小组会议同意讨论停战就马上回南京。这时美国政府开始对国民政府的部分武器禁运，试图向国府施加压力。
蔣中正于9月26日回到南京，与马歇尔商讨同时召开五人小组和三人小组会议的可能性。中共代表董必武也于29日与马歇尔商讨五人会议召开的可能性。9月底国军36集团军乘中共主力在大同之际进攻中共华北区中心城市张家口。10月5日，蔣中正答应司徒雷登停止进攻张家口五天，以换取中共马上参加五人小组和三人小组会议，并优先讨论张家口问题。经马歇尔争取，停战期限延长到10天。但中共拒绝了这样的十天休战，要求无限期休战，且周恩来暂时拒绝回到南京。马歇尔和司徒雷登二人竭力与董必武交流意见，甚至马歇尔以美军驻上海部队的吉伦将军名义邀请周恩来午餐，然后马歇尔亲自乘飞机飞往上海在午餐时与其交换意见。
这段时间，中共在军调部的人员开始大幅度减少，至10月25日的两个月间从200多人减少到70人。

## 第三方面调停时期马歇尔的努力
10月8日，孙科和周恩来以及部分少数党派人士在上海召开会议，同意组成第三方调停代表团并邀请周恩来前往南京。但10月10日国军攻陷张家口，并夺取了中共在热河省的最后据点赤峰，使得谈判形势显得更加严峻。加上国民政府重启在抗战结束后就已停止的全国范围征兵，以及宣布国民大会如期召开，周恩来和少数党代表取消了返回南京的打算。即使是政协秘书长雷震和无党派领袖莫德惠到上海邀请周恩来，也没有获得答复。
马歇尔经过与蒋中正讨论后，10月14日将五人小组和三人小组会议重开的谅解要求声明交给蒋，声明强调了会议重开的一些前提条件。但第二天蒋改写后由宋美龄交给马歇尔，马歇尔看完觉得“思想混乱，且极具挑衅性质”。马歇尔删去了一些内容再交回蒋，于16日发表。
10月17日，第三方面的代表梁漱溟与马歇尔谈话，希望邀请美国方面参与第三方面与中共的对话。马歇尔以中共怀疑美方中立性为由拒绝。
经国民党的代表吴铁成、邵力子、雷震等人及第三方面的努力，10月21日周恩来与第三方面代表回到南京。蒋中正原定于20日视察台湾，经马歇尔劝导因应也改期至21日，并在离开前和周恩来等作简短会谈。
第三方面调停期间，第三方面和国民党都有派代表与马歇尔交换意见。10月26日，周恩来突然上门拜访马歇尔，希望三人小组会议就国民政府的军事行动采取一定措施，马歇尔表示希望交由第三方面谈判解决。10月27日，马歇尔催促已经回到上海的蒋中正尽快回南京。
随着第三方面谈判的破裂，蒋中正打算發表国民立宪大会前的最终声明。马歇尔获得其草稿后觉得内容极不合适，要求蒋修改。11月8日，马歇尔再次拜访蒋，将修改过的草稿交给蒋，但最终声明并未依照此修改版本发表。
11月8日，国民政府颁布停战令，自11月11日中午生效。同时国民政府方面由马歇尔转告中共召开三人小组会议。11月11日，非正式的三人小组会议召开，国共双方就停战取得一定共识，但中共方面要求国民大会延期。最终在11月12日，中共认为此次国民大会是国民党单方面召集，他们拒绝参加。

## 制宪国大期间的马歇尔
制宪国大于11月15日召开，作为美国领事的司徒雷登出席，马歇尔为了避嫌没有参加。11月16日，中共发表声明，强烈谴责国民党单方面召开国民大会，拒绝承认此次会议。同日周恩来拜访马歇尔，称自己即将返回延安，并请求马歇尔为中共人员安全离开国民政府控制区给予协助。马歇尔对此表示同意，也希望周能在回到延安后传达他希望和平的意见。11月18日，周恩来夫妇对马歇尔作社交性质的拜访，第二天周从南京乘飞机回到延安。
制宪国大期间，马歇尔就会议讨论话题认为，国民党内部的部分人企图将宪法修改至五五宪草的方向，而非之前政协讨论的原则，他也表示蒋介石的作用使这些人未能成功。他认为要结束内战的一个重要前提是建立一部符合政协精神原则的宪法，成立国共两党和其它党派都有席位的国府委员会，真正地改组行政院。
12月1日，蒋中正和马歇尔进行了一次详谈。马歇尔向蒋提出了他对长期内战对国民经济影响的忧虑，但蒋对此不以为然。几天后蒋中正表示愿意聘用马歇尔为政府顾问，但遭到马歇尔的拒绝。他认为既然受到美国政府全力支持的他都未能成功推动谈判，更不要说在中国政府内推动改革。而且这么做会影响到美国本身的立场。

## 美国驻军裁减
马歇尔在华的一个次要工作，在于给美国的海军陆战队驻华人数的裁减提供意见。尤其是1946年7月以后美军和中共部队的冲突加剧，以及投降日军撤退的完成后，马歇尔多次建议美国政府裁减驻军。

## 马歇尔离华及声明
制宪国大结束后，蒋再次咨询马歇尔与中共重启和谈之可能，马歇尔认为停止军事威胁行动及改组政府是重启和谈前提。马歇尔自觉自己任务已经完成，于是向杜鲁门申请回国。1947年1月3日，美國國務院電召馬歇爾回國「磋商中國問題及其他事項」。:82551月6日，美國駐華特使馬歇爾向蔣辭行，告以將回國磋商中國問題，並稱美國兩位參議員默里和弗蘭德斯倡議美國、英國、法國、蘇聯四國共同保證中國之穩定；蔣要馬歇爾轉告杜魯門總統，不管什麼情況，只要他擔任中國政府首腦，就決不會接受有蘇聯政府和英國政府參加作出之關於中國內部事務之任何行動。:8257
1947年1月7日，蔣設晚宴餞別馬歇爾，再次邀請馬歇爾重返中國擔任特別顧問，答應賦予他所擁有之一切權力，共同為使中國成為中美兩國人民所想望之國家而努力。:8259同日，美国駐華特使马歇尔奉召離華返美就任国务卿，发表对华局势声明，称：「和平最大之障礙，厥為國共兩方彼此完全以猜疑相對。」:8259「一方面，政府領袖堅決反對組織一共產主義式之政府。另一方面，共產黨人則坦率聲明，謂彼等為馬克思主義者，雖則首先將經由英美型之民主方式政府，但仍企求在中國建立一個共產主義式之政府。」:58國民政府「最有勢力之反動集團，對於余促成真正聯合政府之一切努力，幾無不加以反對」。:8259「往往以政治或黨的行動掩護，但國民黨即是政府，故其行動雖非直接，而其勢殊不可侮。彼等公開坦白宣稱：中共之合作實為不可想像之事，惟有武力政策方能解決問題。此一集團包括軍事與政治各領袖。在中共方面，余相信內有激烈分子亦有自由分子，但有不少人竭力反對此種見解，以為中共黨紀嚴厲，在一黨內決不容有如此不同之觀點。但在余看來，共產黨方面，確有自由分子集團在內」:58。中共方面「真正極端之共產黨徒，則不惜任何激烈之手段以求達到其目的」。:8259「……雙方之極端分子曾使獲致解決之誠意工作一再挫折」:58。「對於時局的挽救，繫於自由主義在政府中的和在少數黨中擔起領導作用，而他們如果能夠在蔣委員長領導之下活動成功，或可通過一個好的政府而達成統一」:8259。馬歇爾會見外交部長王世，王世杰轉交蔣致杜魯門總統信件，信中表示接受美國所提許多改革項目:8260。旋又會見宋子文，馬歇爾稱他經常向蔣坦率直言，而蔣亦接受他坦率:8260。宋表示蔣之需要馬歇爾勝過馬歇爾之需要蔣:8260。
1947年1月8日，马歇尔离开中国返回美国，蔣夫婦至機場送行。:82601月10日，中共中央军委副主席周恩来在延安各界代表声援全国学生爱国运动及纪念政治协商会议一周年大会上针对声明发表广播演说，评马歇尔离华聲明，指出馬歇爾聲明只提政協決議不提停戰協定，有意回避他的責任，並為軍調部美方人員尋求解脫；要求美國停止援蔣內戰，重新調整中美關係，以利於遠東和平與國際合作。:8262

## 后续
1947年1月10日，中共南京辦事處發言人王炳南表示中共之和平願望，重申中共所提復和談之兩項要求，即：取消憲法，恢復去年1月13日軍事位置；軍調部中共發言人稱黃河堵口問題係政治陰謀，並提出兩點要求。:82621月11日，蔣對美國《紐約時報》記者發表談話，稱馬歇爾離華聲明「似有若干漏略」，指責中共「無誠意遵守三人小組之協議」；中共駐南京辦事處發言人就孫科建議舉行黨派圓桌會議事發表談話，認為中國國民黨應對中共之兩項要求明確答覆。:82631月12日，中共代表董必武就馬歇爾離華聲明談話，指出：如無美國之裝備，中國內戰決打不起來，美國應負中國內戰之責任。:8264張群抵達南京時稱：和平仍有希望，但中共如堅持恢復去年1月13日軍事位置、國民大會重訂憲法兩條件，則和談恐難談得好。:82651月16日，中共中央致電南京中共代表團，指出：蔣方正通知你們恢復和談，並派張治中來延安，根據目前形勢，恢復和談只利於蔣介石重整軍隊再度進攻；毛澤東在此電文上加寫一段話：「對於美方調停，此時形式上我們雖尚不公開正面反對，但實際上應拒絕之。」:82671月17日，周恩來代表中共中央發表談話，指出：國民黨當局對於中共中央兩項要求置之不理，證明其所謂和談完全是騙局；我們對於所謂「和談」，完全喪失信心。:8268
1947年1月18日，中共駐南京代表王炳南至美駐華使館訪司徒雷登，轉告延安之答覆：中共中央對和談問題，堅持過去所提兩條件，即一、遵守停戰協定，恢復去年1月13日軍事位置；二、取消偽憲，重新擬訂憲法。:8268如政府同意，則恢復和談即刻可在南京開始，否則即使政府派人赴延安，亦無補於事。:8268-82691月20日，中國國民黨中央宣傳部發表政府對和談問題之聲明，對中共兩項條件表示不能接受，並公布《和平方案》。:8270之后国共双方的关系持续恶化，军调部基本上停止运作，马歇尔趁机于1月21日到达华盛顿时向杜鲁门提出关闭军调部，结束美国的调停行动。1月25日，中共中央宣傳部長陸定一發表聲明，反駁中國國民黨中央宣傳部1月20日關於政府《和平方案》之聲明，指出政府之《和平方案》無誠意可言，全係騙局；去年1月13日軍事位置必須恢復，否則等於鼓勵反動派大打內戰；蔣偽憲法必須取消，否則等於承認獨裁。:8272
1947年1月29日，美国国务院宣布：美國政府決定退出旨在調停中國國內衝突之三人會議，并尽速撤回军事调處執行部之美方人员。:8274同时保证对国共两党的人员回到原驻地的运送工作直至8月5日。1月30日，國民政府宣布解散軍事三人小組及北平軍事調處執行部。:82751月31日，中共南京辦事處發言人梅益對美國退出三人小組會議及軍調部事發表個人感想：美國今退出軍調部，但決不能逃协助長中國內戰的責任。:8276
1947年2月1日，北平軍調部電令各地軍調部執行小組美方人員撤回北平；國民政府宣布解散北平軍調部後，軍調部政府方面以備用致中共方面：請將撤退人員名單提交政府。:82772月3日，美方非正式通知南京中共辦事處，謂如擬撤退，可代準備交通事宜；中共辦事處答覆：無撤退計劃；美軍駐延安聯絡團成員撤離延安。:82792月5日，北平軍調部美國方面向派往各地之執行小組美方人員發出緊急命令，要求迅即集中北平與長春，以便撤退回國。:82802月6日，美國駐華大使館發言人康納士發表公告稱：「美國政府將於3月5日前協助中共負責人員撤回至原來地區。」「雙方人員中，任何人於3月5日後仍留駐於現在地區者，概應自行負責。」:82802月7日，軍調部美方工作人員及眷屬300餘人首批由北平赴塘沽搭輪返國。:8280軍調部長春分部美方代表泰森上校書面通知國共兩方，美方工作即日起正式結束，另組北平美軍總部對華聯絡處長春分處，執行撤退前之未完任務；一俟該部東北區內之運送事務完畢，即行撤退。:82802月13日，美國駐華使館發言人康納士稱：軍調部美方人員大部分自2月7日起60日內可撤退完畢，留官兵25人負責清理財產、房屋等事宜；彼等於此期間，行政上隸屬於美軍顧問團，然此非美軍顧問團將在北平設立分團。:82862月14日，軍調部長春分部派駐哈爾濱市之美方人員格萊因斯中校等5人，是日飛返長春；行前，東北民主聯軍總部設宴餞行。:82862月16日，軍事調處執行部長春分部正式結束。:82893月1日，東北民主聯軍在長春附近俘虜美國駐華大使館陸軍副武官瑞克少校及柯林斯上尉；美國駐華使館次晨通知中共駐南京人員轉告延安方面，要求立即釋放。:8300-8301
2月9日，美國民主黨遠東政策委員會致函馬歇爾，指責美國外交政策，抨擊中國國民黨，謂恢復中國之和平統一所以失敗，其主因為美國一方面企圖調解，一方面在軍事及經濟上援助中國國民黨之反動分子，致使調解基礎破壞殆盡，國民大會最近所通過之憲法，亦僅為一種姿態而已；主張組織真正民主聯合政府，不為中國國民黨或中國共產黨所控制。:8283
2月10日，毛澤東在延安會見美國記者斯特朗，提出國共恢復和談條件：恢復1946年1月10日雙方控制區域；取消「憲法」，恢復政協決議。:82832月11日，軍調部中共首批撤退人員共20餘人，是晨由北平搭美國飛機分別撤回延安、邯鄲；第二批撤退人員10餘人於2月14日由北平撤至哈爾濱。:82842月12日，北平軍調部中共新聞處黃華、張香山在北京飯店宴別北平市各報記者，葉劍英、薛子正等出席，與各記者暢談目前戰局及中國之前途。:82852月21日上午8時，北平軍調部中共代表葉劍英，偕參謀長薛子正、新聞處長黃華等最後一批撤退人員20餘人，全部由北平撤返延安。:8293
2月25日，美國國務院發言人稱：在未來之莫斯科外長會議中，並無討論中國問題之具體計劃，對中國問題之考慮，並未列入會議之議程；馬歇爾或將在會議中討論不少其他問題，包括中國問題。:82963月11日，馬歇爾發表聲明，認為莫斯科外長會議在無中國出席之情況下討論有關中國問題實屬非當，表示願意在會外交換關於執行《莫斯科聲明》中任何條款之報告；因英國、美國、法國三國反對，莫斯科四國外長會議決定只就中國局勢作非正式意見交換。:83093月13日，蘇聯外長莫洛托夫致函美國國務卿馬歇爾及英國外交大臣貝文，同意在外長會範圍之外非正式商談中國問題，並同意中國得派遣代表參加。:83113月16日，美國國務卿馬歇爾致函蘇聯外長莫洛托夫，正式拒絕蘇方關於由三國外長會商中國問題之建議，並提議在4月1日以前，美國、英國、蘇聯三國彼此以書面交換關於中國之情報，並以副本送達中國。:83133月17日，英國外相貝文函復蘇聯外長莫洛托夫，同意對履行1945年關於中國之莫斯科聲明事交換情報，惟反對任何會議。:83143月26日，馬歇爾在莫斯科會議提議由四強再加中國，邀請以前對德作戰之全體盟國，在對德條約最後擬成之前，舉行關於德國問題之和平大會；貝文及皮杜爾均支持中國為對德和約簽字國之一，莫洛托夫表示同意考慮。:8322
3月31日，馬歇爾致函蘇聯外長莫洛托夫，敍述駐華美軍數目及遺俘情況。:83244月2日，馬歇爾根據在莫斯科會議期間英國、美國、蘇聯交換有關中國情報之協議，公佈其致莫洛托夫之函件，函稱：美國終止與三人小組及軍調部之關係，美軍自中國裁撤完成時，估計當在本年六月一日；其應國民政府之請而駐留中國之美國陸海軍人員，將為六一八〇人。:8326-83274月7日，蘇聯《真理報》發表莫洛托夫致馬歇爾關於交換中國問題情報復函，函稱：蘇聯政府認為外國干涉中國之內政，尤其外國軍隊參加中國內戰，僅能鼓動中國之內爭，並為中國之統一增加各種困難。:8330
5月7日，馬歇爾稱中國政府改組已具備美國貨款條件:8350。
美国对华武器禁运至1947年5月解除。7月9日，美國白宮宣布派魏德邁為特代表赴中國。:83817月12日，外交部長王世發表聲明，歡迎魏德邁來華，表示魏氏此行將「增進中美間之友感與合作」。:83827月16日，美國總統杜魯門特使魏德邁將軍偕顧問5人啟程訪華。:8384魏德迈奉命带领调查团再次访华，发现对比前次来华国民政府的情况更加糟糕。他在中国发表批评政府的意见，引起蔣中正等人的不满。回国后，魏德迈撰写报告，指国民政府腐败无能，经济上通货膨胀，苏联及中共即将控制东北地区，以及中共很可能会控制中国全境。他建议继续对国民政府提供经济援助和派遣顾问。尤其是在报告中他建议将东北地区设为中、苏、英、美、法五国监护，或依联合国宪章监护。马歇尔认为此段内容侵犯中国领土主权，要求魏德迈删除，魏德迈婉拒，马歇尔便将此报告列为最高机密保存。
1948年1月4日，美國軍事顧問團團長魯克斯由南京返國。:84821月9日，美國國務卿馬歇爾宣稱：他本人擬與即將赴美之中國代表俞大維和貝祖貽親自會談美國援華事宜。:84871月10日，美國國務卿馬歇爾在華盛頓舉行記者招待會稱：關於援華問題，細則尚在擬定中，數額何時解決，尚未可知。:8487

## 评价
与赫尔利、魏德迈等人不同的是，马歇尔的对华政策是与杜鲁门靠近的温和中立政策。正如《马歇尔使华》一书的绪言作者莱曼·P·范·斯莱克教授所说，作为特使的马歇尔，希望自己作为一个中立者调解国共双方的矛盾。但马歇尔的政策本身又存在着一个矛盾，即美国当时一直承认国民政府是中国的正统政权。包括在抗日战争至整个第二次国共内战中，美国政府的政策都是基于此立场。因此这段时期美国的对华援助等主要都是给予国民政府的（虽然东江纵队也曾接受过美军的运输）。
马歇尔的调停行动，帮助了中共军队摆脱四平战役的失败，以及后来对四平的反攻。
1948年11月6日，合眾國際社報導：美國國務卿馬歇爾正改變其以前之立場，贊同「全面及盡速援助中國」。:8720至此，马歇尔也不得不承认中共已背叛国民政府，他在一份白皮书上声明，美国政府“不得间接或直接作出暗示，以支持、鼓励或接受在中国建立有共产党参与的联合政府。”、“美国政府无意再作为调处者在中国进行调解”。
不同于后来强烈冷战氛围笼罩下的韩战、越战，此时美国尚未将中共作为苏联的盟友强烈反对，也没有向战争所在地派出军队直接参与战斗（虽有驻华部队训练国军，以及零星的冲突）。苏联拒绝中共要求参与马歇尔调停，但也要求中共在停战令期间不要与国军对抗，否则有“全军覆没及惹起美军入满之绝大危险”。
1951年6月9日，韓戰聯合國軍總司令道格拉斯·麥克阿瑟將軍在被撤職後表示，「马歇尔使华是美國外交史上最大的失誤之一，自此自由世界將付出鮮血和災難的代價。」並表示自由世界可能為此無限期的付出血的代價。
马歇尔和杜鲁门的对华政策，在麦卡锡主义盛行的五十年代开始受到强烈批评，麦卡锡本人也在国会上批评此使华行动。

### 引用
1. ↑  . history.news.163.com.   [2011-01-29]. （原始内容存档于2019-02-03）.
2. ↑  逢先知编：毛泽东年谱(中卷)[M]. 北京：中央文献出版社，2002
3. ↑  . 凤凰网.   [2011-02-03]. （原始内容存档于2009-03-29）.
4. ↑  Harvey Klehr; Ronald Radosh. . Chapel Hill: The University of North Carolina Press. 1996: 131–132. ISBN 978-0-8078-2245-6.
5. The Department of State, United States Relations with China: with Special Reference to the Period 1944-1949, Washington:Government Printing Office, Aug.1949),P.110
6. ↑  The Department of State, United States Relations with China: with Special Reference to the Period 1944-1949, Washington:Government Printing Office, Aug.1949),P.110
7. ↑  《马歇尔使华（马歇尔出使中国报告书）》 22页
8. ↑  中共希望苏联、英国也参加调处，在莫斯科会议关于中国的协议基础上一起参与解决中国问题，但为英、苏拒绝。
9. 1 2 3 4  《中美关系史（1911-1949）》上卷之第八章：走向对抗 的存檔，存档日期2007-12-12.
10. ↑  马歇尔的延安行[永久]
11. ↑  郭汝瑰. . 四川人民出版社. 1987: 第237页  [2021-07-08]. ISBN 978-7-220-00080-5. （原始内容存档于2022-06-10）.
12. ↑  马歇尔称，美军的海军陆战队在华的主要任务是接受日军投降上缴的武器装备，为军调部的美军人员提供后勤支持，以及保卫重要铁路位置免受游击队袭击。
13. ↑  . www.chinanews.com.   [2019-02-02]. （原始内容存档于2011-02-10）.
14. 1 2 3 4 5 6 7 8 9 10 11 12 13 14 15 16 17 18 19 20 21 22 23 24 25 26 27 28 29 30 31 32 33 34 35 36 37 38 39 40 41 42 43 44 45 46 47 48 49 50 51 52 53 54 55 56 57  李新總主編，中國社會科學院近代史研究所中華民國史研究室，韓信夫、姜克夫主編 (编). . 北京: 中華書局. 2011年7月.
15. 1 2 3  現代教育研究社編輯委員會 (编). . 香港: 現代教育研究社. 1993.
16. ↑  〈民國三十六年大事記〉，《中央日報》，南京：中央日報社，1948年1月1日。
17. ↑  周恩来. . 延安: 《解放日报》. 1947年1月14日  [2015-06-28]. （原始内容存档于2016-03-04）.
18. ↑   (PDF).   [2011-02-07]. （原始内容存档 (PDF)于2011-05-17）.
19. ↑  George Catlett Marshall. Lyman P Van Slyke , 编. . University Publications of America. 1976年. ISBN 978-0-89093-115-8.
20. ↑  George Catlett Marshall. . 中国社会科学院近代史研究所翻译室. 台北市: 致知學術. 2013-12-19: 16. ISBN 978-986-90058-7-6.
21. ↑  . www.laoren.com.   [2011-02-07]. （原始内容存档于2019-02-02）.
22. ↑  参考乔治·卡特莱特·马歇尔：《马歇尔使华：美国特使马歇尔出使中国报告书》，中国社会科学院近代史研究所翻译室，北京：中华书局，1981年
23. ↑  .   [2011-02-07]. （原始内容存档于2012-01-29）.
24. ↑  . 紐約時報. 2011-06-11  [2015-06-28]. （原始内容存档于2015-06-30）.
25. ↑  麦卡锡主义——美国的法西斯主义（三） 的存檔，存档日期2015-06-30.
26. ↑  Joe McCarthy, Major Speeches and Debates (1951) p. 215
27. ↑  McCarthy, Major Speeches and Debates (1951) pp. 264.
28. ↑  McCarthy, Major Speeches p. 191, from speech of March 14, 1951; see also Thomas C. Reeves, The Life and Times of Joe McCarthy (1982) pp 371-74.

## 延伸阅读
- . 凤凰网.   [2011-01-29]. （原始内容存档于2015-07-01）.
- 信力建. . （原始内容存档于2015-07-01）.